# Oric Telestrat
El Oric Telestrat fue un ordenador doméstico desarrollado por Oric Products International Ltd bajo el nombre inicial de Stratos, y comercializado por su rama francesa, tras la quiebra de la división inglesa (al ser dos compañías legalmente diferenciadas, no afectó a la división francesa, que acaba llamándose Eureka).
más concreta
Oric diseña el sucesor del Atmos a la vez que pone en marcha el desarrollo de su compatible PC. Al nuevo equipo lo llama inicialmente Stratos. Pero al poco de anunciarlo quiebra (si hubiera dispuesto de tiempo, podría haberse convertido en uno de los mayores fabricantes de compatibles PC). Eureka lo lanza en Francia bajo el nombre de Telestrat, aunque solo 6.000 ordenadores se fabrican.
Su hard es notable, al estar claramente orientada a telecomunicaciones sin precisar añadidos (hay BBSs corriendo sobre un Telestrat), con un excelente BASIC y controlador de disco incorporado. Hubiera sido una clara competencia del Acorn BBC B si hubiera sido lanzado tres años antes.
Curiosamente, pese a tener interfaz de cinta, carece de código en la ROM para soportarlo. No obstante, el cartucho Stratoric permite acceder al soft desarrollado para las anteriores máquinas (de hecho, es simplemente una copia de la ROM del Atmos), con la ventaja de acceder al hard extra.

## Datos técnicos
- CPU Synertek SY6502A o Rockwell R6502AP (versiones licenciadas del MOS Technology 6502)[1] a 1 MHz
- ROM 16 Kilobytes mínimo. En los Telestrat, hay 7 bancos de 16 KB (el banco 7 es ocupado por la ROM de arranque, usualmente TeleMon, siendo necesaria la presencia de un cartucho en ese banco para arrancar).
- RAM 64 Kilobytes. Los 16 Kb 'altos' son sobremapeados por la ROM (como en el Commodore 64 se puede acceder a todos los bancos de memoria mediante lenguaje ensamblador), lo que deja 48 Kilobytes para el BASIC, pero todos los bancos pueden mapearse (por eso se dice que un Telestrat puede tener 176 Kilobytes de RAM+ROM)
- VRAM no tiene. La pantalla se direcciona en la RAM alta : 
  - Texto: BB80-BFE0
  - Hires: A000-BFE0
- Carcasa mediana de 348 x 260 x 71 mm, en plástico rojo y negro. Inclinada para facilitar la escritura. En la zona superior rejilla de ventilación y dos ranuras de cartuchos ROM protegidos por una trampilla transparente con el nombre de la máquina. Justo a esa altura en cada lateral un conector DE-9 de Joystick, y en el lateral derecho, pulsador de RESET. En la trasera, conector DB-25 RS-232, conector DIN 8 de Minitel, conector DIN 4 de la fuente de alimentación externa, tres conectores macho de cinta plana, de 30 pines para la unidad de disquete externa, segundo conector de 30 pines del bus de ampliación y conector de 18 pines del puerto paralelo de impresora. Conector DIN 8 MIDI, conector DIN 8 para monitor RGB y conector DIN 7 de la interfaz de casete
- Teclado Estándar QWERTY o AZERTY (los franceses) de 58 teclas tipo máquina de escribir, con las teclas especiales en color rojo y las alfanuméricas en negro. Idéntico al del Oric Atmos. La tecla adicional es FUNCtion (de utilidad similar a ALT), pero apenas usada para mantener la compatibilidad con el Oric 1. No presentan TAB o CAPS LOCK (esta se ha asignado a CTRL-T). Teclas de cursor a ambos lados de la barra espaciadora.
- Pantalla usa una ULA con 2 modos: 
  - Modo texto de 40 x 28 con 8 colores. Set ASCII de 128 caracteres en matriz de 6 x 8 píxeles, redefinibles por soft. Fila superior no utilizada (normalmente usada por la ROM como línea de status). El atributo Serial de los caracteres de Teletexto se usa para seleccionar colores, parpadeo, caracteres de doble ancho, insertar fragmentos de gráficos modo texto, y seleccionar entre el set de caracteres estándar (ASCII), y el alternativo (caracteres semigráficos de Teletexto), en el que cada carácter representa una cadena de 2 x 3 PELs (bloques gráficos). Cada atributo serial ocupa el espacio de un carácter que no puede ser utilizado para nada más. Por ello, para cambiar a tinta amarilla sobre fondo azul, necesitamos 2 espacios. Esta es la mayor desventaja del ordenador.
  - Modo gráfico de 240 x 200 píxeles. 6 bits por pixel. Los atributos serial se utilizan también aquí (cada atributo ocupa hasta 6 por 1 píxeles). Tres líneas de texto en la zona inferior de la pantalla.
- Sonido General Instrument AY-3-8912 con 3 canales de 8 octavas de sonido más uno de ruido blanco. Sonido Mono, con 16 niveles de volumen por el altavoz interno.
- Soporte
  - Interfaz de casete a 300 y 2400 baudios. El Telestrat tiene la misma interfaz que todos los Oric, pero en su ROM no hay rutinas para usarla. Un cartucho con una copa de la ROM del Atmos se populariza para soportar el soft en casete
  - Unidad de disquete de 3 pulgadas (el oficial Oric Microdisk, de simple cara y 160 Kb por cada), 3'5 o 5'25. Hasta 4 unidades direccionables, pudiendo mezclarse los modelos (solo Doble Densidad) y las capacidades, al poder definirse libremente los parámetros. Controladora integrada en el Telestrat
  - Cartucho ROM de 16 Kilobytes
- Entrada/Salida Visto por detrás, de izquierda a derecha
  - Puerto serie RS-232 DB-25
  - Conector DIN 8 de Minitel
  - Conector DIN 4 de la fuente de alimentación
  - Conector de interfaz de disquete de 30 pines
  - Conector de BUS de 30 pines
  - Puerto paralelo de impresora de 18 pines
  - Conector DIN 8 MIDI
  - Conector DIN 8 de Monitor RGB
  - Conector DIN 7 de Interfaz de casete a 300 baudios y 2400 baudios
  - En cada lateral conector DE-9 de Joystick
- Ampliaciones
  - Plotter de 4 colores y 40 columnas
  - Unidad de disco Oric de 3 pulgadas
  - Unidades de disco de terceras partes como Cumana
  - Sintetizadores de voz

## Fuente
La mayor parte de este artículo procede de El Museo de los 8 Bits bajo licencia Creative Commons Atribución 2.5